# Viala-du-Pas-de-Jaux
Viala-du-Pas-de-Jaux è un comune francese di 105 abitanti situato nel dipartimento dell'Aveyron nella regione dell'Occitania.

## Società

### Evoluzione demografica
Abitanti censiti